# شهرستان بولی
شهرستان بولی (به چینی: 勃利县)، بوهوری (به منچو: ᠪᠣᡥᠣᡵᡳ ᡥᡳᠶᠠᠨ)، یا بالّی (به کره‌ای: 발리현) یک شهرستان در استان هئی‌لونگ‌جیانگ چین است که در تابعیت شهر چی‌تای‌هه قرار دارد. شهرستان بولی ۲٬۳۹۰٫۲۴ کیلومتر مربع مساحت و ۱۹۹٬۵۸۳ نفر جمعیت دارد و ۲۲۳ متر بالاتر از سطح دریا واقع شده‌است.

## تقسیمات اداری
شهرستان بولی به ۵ ناحیه، ۵ شهرک، ۳ قصبه، و ۲ قصبه قومیتی (یک قصبه برای کره‌ای‌ها، یک مشترکاً برای کره‌ای‌ها و منچوها) تابعه تقسیم شده است. 
- ناحیه تیه‌شی (铁西街道، Tiěxī jiēdào)
- ناحیه شین‌چی (新起街道، Xīnqǐ jiēdào)
- ناحیه شین‌هوا (新华街道، Xīnhuá jiēdào)
- ناحیه غرب‌شهر (چنگ‌شی) (城西街道، Chéngxī jiēdào)
- ناحیه یوان‌مینگ (元明街道، Yuánmíng jiēdào)

- شهرک بولی (勃利镇، Bólì zhèn)
- شهرک داسی‌ژان (大四站镇، Dàsìzhàn zhèn)
- شهرک شوانگ‌هه (双河镇، Shuānghé zhèn)
- شهرک شیاوْوُوژان (小五站镇، Xiǎowǔzhàn zhèn)
- شهرک ووکِن (倭肯镇، Wōkěn zhèn)

- قصبه چیانگ‌کن (抢垦乡، Qiǎngkěn xiāng)
- قصبه چینگ‌شان (青山乡، Qīngshān xiāng)
- قصبه یونگ‌هنگ (永恒乡، Yǒnghéng xiāng)

- ‌ قصبه قومیتی کره‌ای و منچو جی‌شینگ/گیلهونگ/گی‌هینگ
  - (吉兴朝鲜族满族乡، Jíxìng cháoxiǎnzú mǎnzú xiāng)
  - (길흥조선족만족향، Kirhŭng josŏnjok manjok hyang)
  - (ᡤᡳ ᡥᡳᠩ ᠴᠣᠣᡥᡳᠶᠠᠨ ᡠᡴᠰᡠᡵᠠ ᠮᠠᠨᠵᡠ ᡠᡴᠰᡠᡵᠠ ᡤᠠᡧᠠᠨ، gi hing coohiyan uksura manju uksura gašan)
- ‌ قصبه قومیتی کره‌ای شینگ‌شو/هِنگ‌سو (杏树朝鲜族乡، Xìngshù cháoxiǎnzú xiāng)(행수조선족향، Haengsu josŏnjok hyang)